# کورمانای‌باش
کورمانای‌باش (انگلیسی: Kurmanaybash) یک شهرک در شهرستان میاکینسکی استان باشقیرستان کشور روسیه است.